# Exochus delopius
Exochus delopius là một loài tò vò trong họ Ichneumonidae.